# Obsolescência programada
Obsolescência programada é a decisão do produtor propositalmente desenvolver, fabricar, distribuir e vender um produto para consumo de forma que se torne obsoleto ou não funcional especificamente para forçar o consumidor a comprar a nova geração do produto. A obsolescência programada foi criada na década de 1920, pelo então presidente da General Motors, Alfred P. Sloan. Ele procurou atrair os consumidores a fazerem constantes substituições, tendo como apelo a mudança anual de modelos e acessórios de seus veículos.
Um fenômeno que contribui para a obsolescência programada é a Lei de Moore, na qual o número de transistores dos chips teria um aumento de 100%, pelo mesmo custo, a cada período de 18 meses. Assim, por exemplo, um aparelho que contenha uma determinada quantidade de gigabytes, logo será ultrapassado por uma nova geração de aparelhos com um sistema de armazenamento contados com terabytes. Portanto, mesmo que seu aparelho esteja em perfeitas condições de funcionamento, terá de ser trocado por outro, pois não será mais capaz de armazenar a enorme quantidade de informação que será produzida.[carece de fontes?]
Com o aumento da demanda de informações da rastreabilidade produtiva por parte da sociedade, espera-se que esse comportamento por parte dos produtores seja revisto.

## Histórico

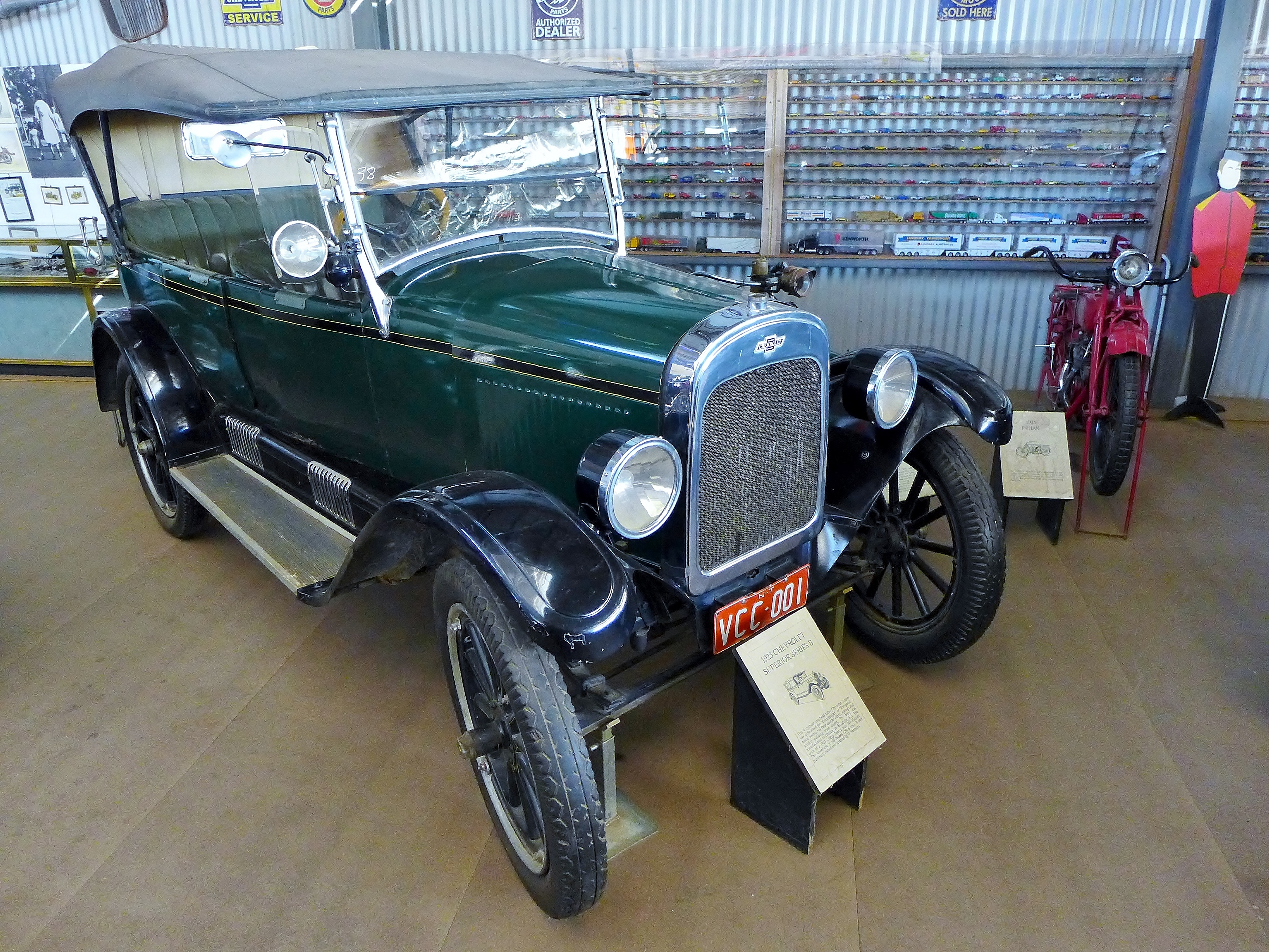
Chevrolet Superior de 1923.

A obsolescência programada faz parte de um fenômeno industrial e mercadológico surgido nos países capitalistas nas décadas de 1930 e 1940 conhecido como "descartalização", e é nociva ao meio ambiente, sendo considerada uma estratégia não sustentável. A obsolescência programada faz parte de uma estratégia de mercado que visa garantir um consumo constante através da insatisfação, de forma que os produtos  parem de funcionar ou tornem-se obsoletos num curto espaço de tempo, tendo de ser obrigatoriamente substituídos de tempos em tempos por outros mais modernos.
Empresas desenvolvedoras de hardwares e softwares adotam essa estratégia de negócio em seus produtos e sistemas operacionais, integrando suas pesquisas e sua agenda de lançamentos a um esforço de flexibilização e aumento da capacidade de absorção do mercado consumidor.
Um dos estudos de caso que analisa e mais instiga os debates sobre a obsolescência programada é o da Lâmpada de Livermore, uma lâmpada que continua em funcionamento desde 1901, fato que inspirou o espanhol Benito Muros, da SOP, a desenvolver uma lâmpada de longa durabilidade, tendo recebido ameaças devido à sua invenção.

## Polêmica com a Apple
Em 2018, a Apple foi acusada de reduzir o desempenho de modelos mais antigos de iPhones por meio de atualizações do sistema operacional iOS. Essas atualizações eram enviadas automaticamente. Após controvérsias, a Apple confirmou a prática, alegando que a medida visava "oferecer a melhor experiência aos seus clientes". Porém, a falta de transparência da empresa foi criticada por veículos de imprensa especializados, que questionaram a capacidade da Apple de garantir a qualidade das baterias por um período considerado razoável.
A crítica pública trouxe à tona um debate sobre o impacto dos bens duráveis com recursos digitais, que possibilitam ao fabricante aplicar atualizações de software remotamente e influenciar o desempenho de produtos já vendidos. Em alguns casos, essas atualizações podem até mesmo comprometer o funcionamento completo do dispositivo. Essa técnica é conhecida como bricking.
Em resposta, a Apple argumentou que o desempenho reduzido em dispositivos antigos se deve em parte ao desgaste natural das baterias. Além disso, atualizações do sistema operacional, otimizadas para o hardware mais recente, são aplicadas em dispositivos mais antigos para garantir a segurança dos usuários, mas acabam por vezes comprometendo o desempenho dos modelos anteriores. Segundo um artigo no The Conversation, as atualizações de sistema precisam atender a dois objetivos: suportar novos hardwares e chips com os recursos mais recentes e, ao mesmo tempo, continuar funcionando em dispositivos mais antigos, que não oferecem suporte aos novos recursos.

## Alternativas
Existem várias alternativas para se evitar a obsolescência programada:
- Autossuficiência/cultura DIY: criar os próprios eletrônicos e eletrodomésticos.
- Software Livre e Hardware Livre: a economia de código aberto produz sob outro paradigma, mais colaborativo e atendendo à necessidade de aproveitar equipamentos mais antigos.
- Comprar produtos realmente necessários e de qualidade. Pensar antes de comprar: preciso realmente disso? Posso reusar outro produto que já tenho? Posso emprestar e usar temporariamente este produto?
- Não adquirir produtos pela aparência, moda ou status.
- Ofertar produtos que não se utiliza mais de forma a maximizar as suas utilidades.